# Říkovice
Říkovice (en allemand : Rzikowitz ; de 1939 à 1945 : Rikowitz) est une commune du district de Přerov, dans la région d'Olomouc, en République tchèque. Sa population s'élevait à 474 habitants en 2020.

## Géographie
Říkovice se trouve à 9 km au sud de Přerov, à 28 km au sud-est d'Olomouc et à 231 km à l'est-sud-est de Prague.
La commune est limitée par Horní Moštěnice au nord, par Přestavlky et Stará Ves à l'est, Žalkovice au sud, et par Vlkoš et Věžky à l'ouest.

## Histoire
La première mention écrite de la localité date de 1274.

## Transports
Par la route, Říkovice se trouve à 10 km de Přerov, à 33,5 km d'Olomouc, à 32 km de Zlín et à 282 km de Prague.